# 久永啓
久永 啓（ひさなが けい、1977年9月10日 - ）は、岡山県出身のサッカー指導者。

## 来歴
取得している資格はJFA公認B級コーチライセンス、イングランドサッカー協会公認コーチングライセンスレベル1コーチ。2021年度より岡山理科大学経営学部准教授。。
2003年から指導者の道へ進み、2007年よりサンフレッチェ広島ジュニアのコーチに就任。2012年からは森保一の下でトップチームのコーチ（分析担当）を務めた。
広島での経験からデータ分析の可能性を見出し、2014年からはデータスタジアムでアナリストとして勤務。
2021年度より岡山理科大学経営学部准教授。

## 学歴
- 1993年 - 1996年 岡山県立玉野光南高等学校
- 1997年 - 2001年 早稲田大学人間科学部[1]
- 2001年 - 2004年 筑波大学大学院

## 指導歴
- 2003年 - 2004年 東京・久留米FC コーチ
- 2003年 - 2004年 FC東京サッカースクール アシスタントコーチ
- 2005年 NPO法人杉並アヤックスU-18 監督
- 2006年 サンフレッチェくにびきFC 監督
- 2007年 - 2013年 サンフレッチェ広島F.C
  - 2007年 - 2011年 ジュニア コーチ
  - 2012年 - 2013年 トップチーム コーチ